# Ambrogio Massari
Ambrogio Massari, noto anche come Ambrogio da Cori o Ambrogio Corano (Cori, 1432 circa – Roma, 1485), è stato un teologo italiano agostiniano eremitano, nominato nel 1476 generale dell'Ordine agostiniano.
Insegnante a Firenze, Napoli e Perugia. La sua vita fu poi travagliata e segnata dalla prigionia a Castel Sant'Angelo, che lo portò al Defensorium ordinis fratrum heremitarum S. Augustini, la sua opera teologica più nota.